# 三輪福松
三輪 福松（みわ ふくまつ、1911年7月6日 - 1998年10月10日）は、日本の西洋美術史学者。

## 来歴
静岡県生まれ。旧制静岡県立榛原中学校、旧制第二高等学校を経て、1938年に東京帝国大学文学部美学美術史学科を卒業。同大学附属図書館、同大学医学部図書室を経て、1949年東京大学助教授となる。1953年からイタリア政府給費留学生としてフィレンツェ大学文学部に学ぶ。1959年多摩美術大学教授、1963年慶應義塾大学講師、1972年東京学芸大学教授、1975年弘前大学教授、1980年群馬県立女子大学教授。1985年から1989年まで清春白樺美術館館長を務めた。

## 著書
- 巨匠の手紙 （不二書房 1944年）
- イタリア美術夜話 （美術出版社 1957年）
- イタリア美術の旅 （雪華社 1964年）
- イタリア 美術・人・風土 （美術出版社 1966年／朝日選書 1981年）
- エトルリアの芸術 （中央公論美術出版 1968年）
- 美術の主題物語・神話と聖書 （美術出版社 1971年）
  - 西洋美術の主題と物語 ギリシャ神話と聖書から （朝日選書 1996年8月）
- 美の巡礼者 （時事通信社 1983年5月）
- 美術のたのしみ 私の美の美 （里文出版 1994年5月）

## 編著
- 美術カード 第5 西洋彫刻 （相内武千雄共編 美術出版社 1953年）
- 原色版美術ライブラリー 第8 ルネツサンス ヴェネツィア派 （みすず書房 1956年）
- 原色版美術ライブラリー 第30 モヂリアニ （みすず書房 1956年）
- 図説西洋絵画年表 （誠文堂新光社 1958年）
- 世界の美術 第6 ティツィアーノ/ティントレット （河出書房新社 1965年）
- リッツォーリ版世界美術全集 6 ティツィアーノ （集英社 1975年）
- リッツォーリ版世界美術全集 12 ドラクロワ （集英社 1975年）

## 翻訳
- レムブラント （フロマンタン、座右宝刊行会 1947年）
  - レンブラント：その作品と生涯 （ユージェーヌ・フロマンタン、村上暢通共訳、三彩社 1968年）
- 昔の巨匠達 第一部 （フロマンタン、座右宝刊行会 1948年）、副題：リューベンス、ファン・ダイク
- シャガール わが回想 （村上陽通共訳、美術出版社〈美術選書〉1965年／朝日選書 1985年）
- 絵画論 （L.B.アルベルティ 中央公論美術出版 1971年、新装版2011年ほか）
- ベレンソン自叙伝 肖像画のスケッチ （バーナード・ベレンソン 玉川大学出版部 1990年7月）

## 参考記事
- 「著書記載略歴」『文藝年鑑』1975